# João Ramalho (ort)
João Ramalho är en ort i Brasilien.   Den ligger i kommunen João Ramalho och delstaten São Paulo, i den södra delen av landet, 800 km söder om huvudstaden Brasília. João Ramalho ligger 552 meter över havet och antalet invånare är 4 138.
Terrängen runt João Ramalho är huvudsakligen platt. João Ramalho ligger uppe på en höjd. Närmaste större samhälle är Rancharia, 13,1 km väster om João Ramalho.
Omgivningarna runt João Ramalho är huvudsakligen savann. Runt João Ramalho är det glesbefolkat, med 17 invånare per kvadratkilometer.